# مورتاز داوشيفيلي
مورتاز داوشيفيلي (1 مايو 1989 بتبليسي في جورجيا - ) هو لاعب كرة قدم جورجي في مركز الوسط. شارك مع منتخب جورجيا تحت 17 سنة لكرة القدم ومنتخب جورجيا تحت 19 سنة لكرة القدم ومنتخب جورجيا تحت 21 سنة لكرة القدم ومنتخب جورجيا لكرة القدم. أما مع النوادي، فقد لعب مع نادي دينامو تبليسي ونادي زستافوني ونادي كارباتي لفيف وFC Lviv ‏.

## وصلات خارجية
- مورتاز داوشيفيلي على موقع الاتحاد الأوربي (الإنجليزية)
- مورتاز داوشيفيلي على موقع اتحاد أوكرانيا (الإنجليزية)
- مورتاز داوشيفيلي على موقع قاعدة بيانات كرة القدم.إي يو (الإنجليزية)
- مورتاز داوشيفيلي على موقع ناشيونال فوتبول تيمز (الإنجليزية)
- مورتاز داوشيفيلي على موقع Soccerway.com (الإنجليزية)
- مورتاز داوشيفيلي على موقع عالم كرة القدم.نت (الإنجليزية)